# Bronisław Gancarz
Bronisław Gancarz (ur. 31 października 1906 w Rudniku nad Sanem, zm. 30 września 1960 w Nisku) – polski lekkoatleta, olimpijczyk.

## Życiorys
Urodził się 31 października 1906 w Rudniku nad Sanem. Był synem Walentego i Anieli Mierzwy. W latach 1913–1920 chodził do szkoły powszechnej w rodzinnej miejscowości. Kontynuował naukę w Państwowym Gimnazjum w Nisku. W 1928 uzyskał świadectwo dojrzałości. W latach 1928–1929 odbywał służbę wojskową w Szkole Podchorążych Piechoty w Gródku Jagiellońskim oraz w 38 Pułku Piechoty w Przemyślu. 1 stycznia 1932 został mianowany podporucznikiem rezerwy. W latach 1929–1931 studiował na Wydziale Prawa Uniwersytetu Jana Kazimierza we Lwowie. W 1937 uzyskał tytuł magistra wychowania fizycznego. Temat pracy to „Wpływ ośmiogodzinnej pracy na zmęczenie fizyczne i znużenie psychofizyczne”. 1września 1938 został nauczycielem wychowania fizycznego w gimnazjum w Dolinie koło Stryja. Pełnił również rolę komendanta hufca szkolnego przysposobienia wojskowego.

### Lekkoatletyka
Sport zaczął uprawiać podczas nauki w gimnazjum. Na studiach został członkiem klubu Pogoń Lwów. Specjalizował się w biegach długodystansowych, zwłaszcza w maratonie. W 1931 zdobył srebrny medal mistrzostw Polski w biegu na 3000 metrów z przeszkodami. W 1932 na Mistrzostwach Polski Seniorów w Lekkoatletyce zajął 4. miejsce w maratonie.
W tej konkurencji był trzykrotnym mistrzem Polski (w 1933, 1934 i 1936). W latach 1933–1937 był rekordzistą Polski w maratonie. Wystąpił też w niej na igrzyskach olimpijskich w Berlinie w 1936 gdzie zajął 33. miejsce. W 1937 zajął 4. miejsce w biegu przełajowym na 10 000 m. Rok później zajął 5. miejsce na tym samym dystansie. Był rekordzistą Polski w biegach na 20 000 metrów, 25 000 metrów i w biegu maratońskim.

### Wojna i dalsze losy
W kampanii wrześniowej walczył w szeregach 3 Pułku Piechoty Legionów w stopniu podporucznika. Do lipca 1944 przebywał w Rudniku nad Sanem. W listopadzie 1944 został wcielony do Ludowego Wojska Polskiego. Do września 1945 był wykładowcą w szkole oficerskiej w Lublinie. 1 maja 1945 został awansowany na stopień porucznika. Podemobilizacji został nauczycielem w liceum ogólnokształcącym w Rudniku. Po wojnie kontynuował karierę lekkoatletyczną. Występował w latach 1946–1951 i 1954 w barwach Cracovii, W latach 1952–1953 reprezentował barwy Unii Ruda Śląska. Startował w mistrzostwach Polski w maratonie do 1954 (14. miejsce)
Dla upamiętnienia Bronisława Gancarza rozgrywany jest w Rudniku nad Sanem memoriał lekkoatletyczny jego imienia (w 2006 odbyła się 13. edycja memoriału). Także stadion sportowy w Rudniku nosi imię Bronisława.